# Anikatsi
Anikatsi es una localidad situada en el municipio de Viljandi, en el condado de Viljandi, Estonia. Tiene una población estimada, en 2021, de 73 habitantes.
Está ubicada en el centro-este del condado, cerca de la orilla occidental del lago Võrtsjärv.